# Daniel Toth
Daniel Toth (Vienna, 10 giugno 1987) è un calciatore austriaco, centrocampista del Pama.

## Carriera

### Club
Il 1º luglio 2007 passa al Ried, dove ci resta solo per un anno.